# Agustí Bó i Vilamala
Agustí Bó i Vilamala   (Barcelona, 22 de març de 1883 - Barcelona, 1 de febrer de 1959) fou un directiu de futbol català.
Era germà de Joan Bó i Vilamala, qui havia estat futbolista a la dècada de 1910. Va ser directiu del Futbol Club Barcelona durant tres etapes, la primera entre 1915 i 1919, la segona entre 1926 i 1928 i la tercera entre 1934 i 1938. També fou fundador del Sindicat de Periodistes Esportius i membre del Comitè Olímpic Espanyol. Fou nomenat membre de la comissió gestora que dirigí el club entre 1936 i 1939, juntament amb Francesc X. Casals i Paulí Carbonell, després de la mort de Josep Sunyol.